# 玉川インターチェンジ (福島県)
玉川インターチェンジ（たまかわインターチェンジ）は、福島県石川郡玉川村にあるあぶくま高原道路のインターチェンジである。
矢吹中央ICから当ICまでは有料区間で、料金の精算は矢吹料金所 (TB) で行う。

## 道路
- E80 あぶくま高原道路（3番）

### 道路施設
玉川インターランプ橋
- 全長：76.6m
  - 主径間：44.9m
- 幅員：7.0（14.50）m
- 形式：2径間PC連続ポステン箱桁橋
- 竣工：2000年度

玉川村蒜生字恵平に位置する玉川インターチェンジと国道118号を結ぶランプ路の橋梁であり、一級水系阿武隈川水系泉郷川支流金波川を渡る。金波川に架かる橋としては最下流に位置するものである。支母工を用いて架設が行われた。総工費は5億1千万円。

## 接続する路線

### 直接接続
- 国道118号
- 福島県道42号矢吹小野線

## 周辺
- JR東日本水郡線
  - 泉郷駅
  - 川辺沖駅
- 玉川工業団地
- 玉川村役場
- 玉川郵便局

## 隣
E80 あぶくま高原道路
(2) 矢吹中央IC - 矢吹TB - (3) 玉川IC - (4) 福島空港IC